# Кроми, Фрэнсис Ньютон Аллан
Фрэнсис Ньютон Аллан Кроми (англ. Francis Newton Allan Cromie; 30 января 1882, Дунканнон, Ирландия — 31 августа 1918, Петроград) — капитан 1-го ранга британского Королевского военно-морского флота. Один из первых британских подводников. Кавалер русского ордена святого Георгия 4-й степени.

## Биография

### Семья
Отец — офицер Хэмпширского полка, позднее занимал пост генерального консула Великобритании в Дакаре. Мать была дочерью начальника полиции Пемброкшира.

### Образование и китайский поход
Окончил грамматическую школу Хаверфорд в Уэльсе, поступил в Королевский ВМФ в качестве кадета на корабле «Британия» (HMS Britannia). Будучи гардемарином, участвовал в подавлении Ихэтуаньского восстания (европейцы называли его «боксёрским» восстанием) в Китае, входил в состав морской десантной бригады. Отличился во время боевых действий, был награждён медалью за китайскую кампанию, планкой к ней за взятие Пекина, а также был упомянут в приказах.

### Британский подводник
Являлся дисциплинированным офицером, не употреблял спиртных напитков, не курил (что противоречило стереотипному образу британского моряка). Успешно продвигался по службе. В 1903 стал одним из первых добровольцев, поступивших на службу в британский подводный флот. Royal Humane Society наградило его бронзовой медалью за спасение жизни моряка, который оказался за бортом лодки А-3. В возрасте 28 лет он был назначен командиром учебной флотилии подводных лодок класса «A», внёс большой вклад в подготовку подводников, несмотря на несовершенное оборудование. Успешно занимался разработкой стратегии и тактики подводной войны.

### Служба на Балтике
В начале Первой мировой войны командовал подводной лодкой HMS D-6. Затем в чине лейтенант-коммандера принял командование лодкой HMS Е-19 (в состав её экипажа входили 3 офицера и 28 нижних чинов), которая в сентябре 1915 совершила прорыв в Балтийское море и вошла в состав Британской флотилии подводных лодок, действовавшей на Балтике против немецкого флота. За прорыв награждён орденом св. Владимира 4-й степени с мечами и бантом, за первый боевой поход — орденом св. Анны 3-й степени с мечами.
Был самым успешным британским подводником на Балтийском театре военных действий. Во время боевого похода, продолжавшегося 14,5 суток, Е-19 потопила 4 немецких парохода, 3 парохода выбросились на берег, а один шведский пароход с контрабандой был приведен в порт Ревель, где конфискован после судебного разбирательства (потопленные суда везли в Германию из Швеции железную руду). Во время похода британские подводники действовали в соответствии с действовавшими международными правилами — экипажи пароходов предварительно пересаживались в шлюпки или переводились на другие корабли. Так, экипаж парохода «Директор Риппенхаген» (Direktor Rippenhagen) был взят на борт лодки и переведён на встречное шведское судно. Шлюпки с парохода «Никомедия» (Nicomedia) Е-19 отбуксировала в сторону берега.
Главным успехом Е-19 стало торпедирование в западной Балтике немецкого лёгкого крейсера «Ундине» (SMS Undine) 7 ноября 1915. Кроми выпустил по крейсеру две торпеды, в результате чего корабль взорвался и затонул. За этот бой он был награждён высшей русской офицерской наградой за храбрость — орденом св. Георгия 4-й степени. Британское командование наградило Кроми орденом «За выдающиеся заслуги» (The Distinguished Service Order, DSO). Русская императорская семья пригласила его к обеду. Он был произведён в чин коммандера и назначен командиром флотилии подводных лодок.
После большевистской революции и выхода России из войны Кроми отказался передавать британские лодки немцам, как это предусматривалось соглашением о перемирии между большевиками и Германией. Первоначально он перевёл флотилию в Гельсингфорс, а после высадки немецких войск в Финляндии руководил взрывом и затоплением лодок.

### Военный разведчик
Произведённый в чин капитана, Кроми в мае 1917 года был назначен исполняющим обязанности британского военно-морского атташе в России. Убеждал морских офицеров оставаться служить на красном флоте и не бежать к белым. Направил служившего в качестве офицера связи на британской подводной лодке E1 Георгия Чаплина в Архангельск для организации там антибольшевистского переворота и подготовки высадки там английских войск. Являлся одним из руководителей петроградской вербовочно-осведомительной организации доктора В. П. Ковалевского. В июне 1918 он встретился с двумя латышскими агентами ВЧК, которые выдавали себя за представителей московского контрреволюционного подполья. Кроми представил их разведчику Сиднею Рейли, а также дал им рекомендательное письмо к британскому дипломатическому представителю в Москве Роберту Брюсу Локкарту. Кроме того, он поддерживал связь с участниками антибольшевистской организации «ОК», в состав которой входили сотрудники Регистрационной службы Морского Генштаба.

### Смерть Кроми

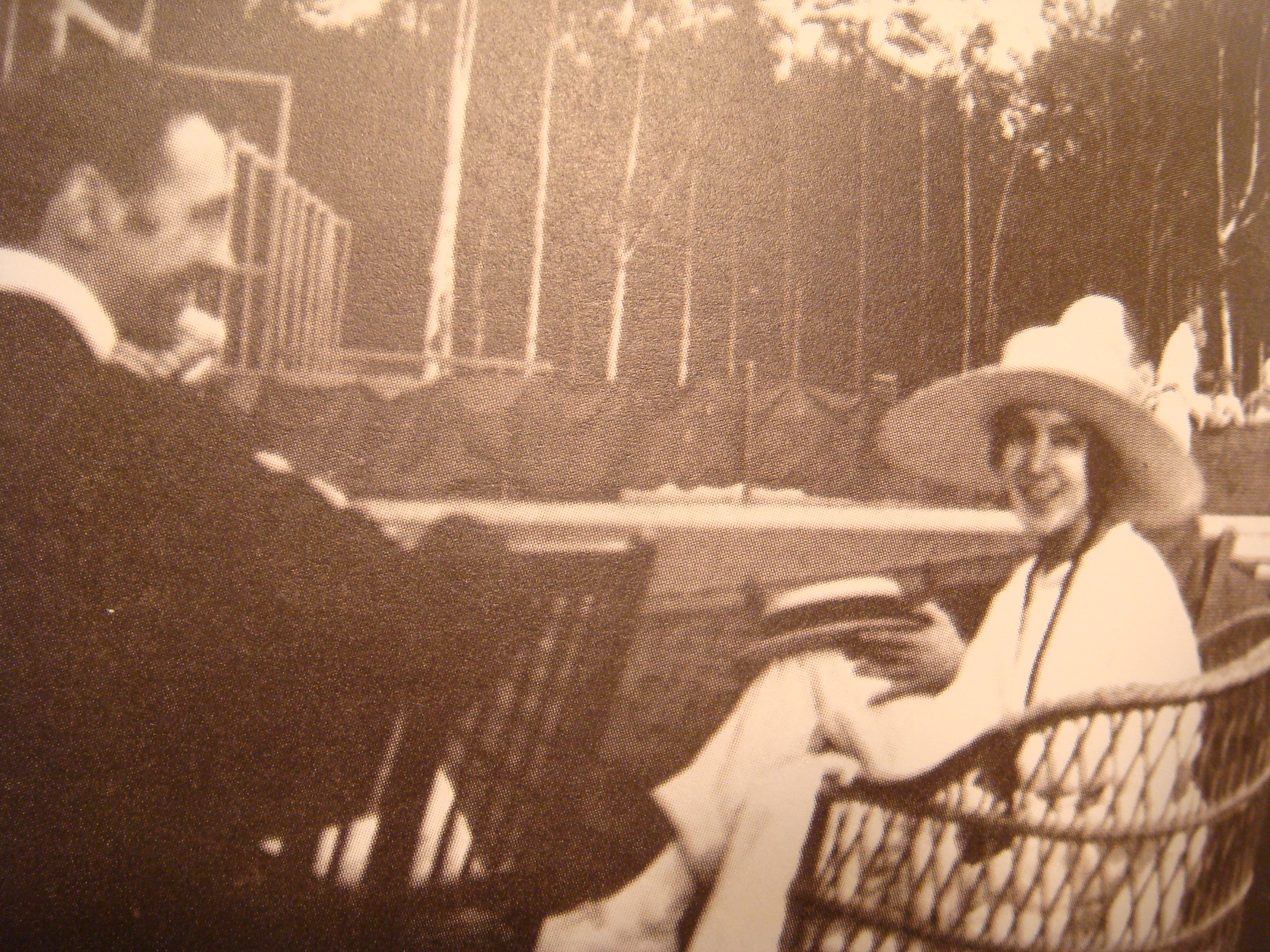
Капитан Кроми на теннисных кортах за месяц до смерти

30 августа 1918 года, после убийства главы петроградской ЧК М. С. Урицкого, покушения на В. И. Ленина и сведениях о готовящемся «заговоре послов» советские власти приняли решение арестовать британских дипломатов и разведчиков. Кроме того, как вспоминал сотрудник английской секретной службы, мичман А. Гефтер, «большевики узнали, что в британском посольстве есть документы, представлявшие для них интерес».
31 августа 1918 года чекисты ворвались в здание британского посольства в Петрограде. Ф. Кроми оказал им вооружённое сопротивление и был убит в перестрелке.

Американские авторы М. Сейерс и А. Кан так описывали гибель Кроми: 

После убийства Урицкого советские власти в Петрограде послали отряд чекистов оцепить английское посольство. На верхнем этаже сотрудники посольства под руководством капитана Кроми жгли компрометирующие их документы. Кроми бросился вниз и захлопнул дверь перед носом советских агентов. Те взломали дверь. Английский офицер встретил их на лестнице, держа в обеих руках по браунингу. Ему удалось застрелить комиссара и ещё несколько человек. Агенты ЧК тоже открыли огонь, и капитан Кроми упал с простреленной головой…

На самом деле, в перестрелке с Кроми был застрелен чекист Янсон, ранены помощник комиссара Петроградской ЧК Иосиф Наумович Стодолин-Шейнкман (1888—1963) и следователь ВЧК Бронислав Брониславович Бортновский (Бронек, Петровский, в Коминтерне — Бронковский; 12.04.1894, Варшава — 3.11.1937).

## Характеристика деятельности
Российский писатель А. Г. Больных дал такую характеристику Кроми (называя его капитан-лейтенантом): 

Он проделал огромную работу, спасая сотни невинных людей от зверств революционных банд. Капитан-лейтенант Кроми погиб на лестнице британского посольства в Петрограде, когда подстрекаемая чекистами пьяная толпа ворвалась туда. Он был одним из пионеров британского подводного флота. Его блестящие тактические уроки хорошо послужили подводникам, пришедшим ему на смену. Капитан-лейтенанта Кроми больше помнят за его мученическую гибель, однако он заслужил монумент за свой вклад в развитие тактики действий подводных лодок. Его походы показали истинное значение подводной лодки в морской войне.

## Танк «Капитан Кроми»
В середине 1919 года в состав танкового батальона русской белой Северо-Западной армии был передан танк «Капитан Кроми» (британского производства, типа Mark V), участвовавший в октябрьском походе на Петроград.